# 鬼屋敷正人
鬼屋敷 正人（きやしき まさと、1991年6月19日 - ）は、三重県南牟婁郡紀宝町出身の元プロ野球選手（捕手）。右投右打。

## 経歴

### プロ入り前
小学校時代は柔道と野球の2つの競技に取り組む。柔道も嫌いではなかったが野球の中学校時代は野球に取り組み、卒業後は甲子園出場を目指し「小学生の時によく柔道の試合で行っていた」という近畿大学工業高等専門学校へ進学した。
2009年、高専3年時に、遠投118メートル、二塁送球到達タイムが1秒64の強肩を誇る高校球界NO.1捕手として注目を集める。目立った実績は残していなかったが、その身体能力からプロ11球団が視察に訪れていた。しかし、鬼屋敷は5年制の高専生であることから野球協約の「日本の学校に在学している選手に対しては、選択会議開催の翌年3月卒業見込みのものに限り選択することができる」という規約に引っ掛かり、当初は3年生時点でのドラフト対象外であった。日本プロ野球機構が高専生のドラフトの扱いについて日本高野連に問い合わせると、8月7日の定例全国理事会において、全国高等専門学校体育協会が3年次修了時点での進路変更を認めていることからドラフトでの扱いを高校在籍者と同じにしても異議なしと回答されたことで、同年より、鬼屋敷のような高専3年生もドラフト指名対象者とすることになった。
10月29日のドラフト会議で読売ジャイアンツより2位指名。11月15日に契約金6500万、年俸600万（金額は推定）で仮契約。背番号は64に決まった。高等専門学校から初のドラフト指名を経たプロ野球選手となった。
高専3年時、野球メーカーが実施した5千人ほどの高校球児を対象とした筋力測定テストにおいて、8種目の総合点で全国1位になったこともある。

### プロ入り後
プロのレベルの高さや木製バットに対応できず、2010年はイースタン・リーグでは打率1割台がやっとであった。同期入団の河野元貴と二軍の正捕手の座を争い、2012年にはイースタン・リーグ開幕戦にスタメン捕手として出場を果たした。
2013年6月9日、対東北楽天ゴールデンイーグルス戦の9回から、前の回に代打で出場した石井義人に代わる守備固めで一軍初出場を果たした。翌2014年も1試合に出場し、初打席にも立ったが、三振に倒れた。
先輩捕手の加藤健や鶴岡一成との合同自主トレを経て臨んだ2015年は、春季キャンプで猛アピールし、当時の監督の原辰徳からはMVPと評された。前年の二軍打率は.160だったところ、この年は.264まで打率をあげた。しかし、故障の影響もあって一軍公式戦への出場機会はなかった。
背番号が95に変更された2017年は三軍戦が主戦場となってしまい、二軍公式戦出場は僅か2試合にとどまる。一軍出場は2014年の1試合が最後で、10月4日、球団から戦力外通告を受け、12球団合同トライアウトは受験せず現役を引退した。
巨人入団時には次代の正捕手と大いに期待を込めて報じられたが、入団当時の一軍の捕手には阿部慎之助がおり、控えにも實松一成や加藤といった経験豊富な捕手がいた。二軍で河野と争うも互いに伸び悩み、鬼屋敷よりあとに入団した小林誠司や宇佐見真吾らの捕手争いにも割って入ることができなかった。

### 引退後
引退後も巨人に残り、2018年からはブルペン捕手を務める。

## 詳細情報

### 年度別打撃成績
| 年 度    | 球 団    | 試 合 | 打 席 | 打 数 | 得 点 | 安 打 | 二 塁 打 | 三 塁 打 | 本 塁 打 | 塁 打 | 打 点 | 盗 塁 | 盗 塁 死 | 犠 打 | 犠 飛 | 四 球 | 敬 遠 | 死 球 | 三 振 | 併 殺 打 | 打 率 | 出 塁 率 | 長 打 率 | O P S |
| -------- | -------- | ----- | ----- | ----- | ----- | ----- | -------- | -------- | -------- | ----- | ----- | ----- | -------- | ----- | ----- | ----- | ----- | ----- | ----- | -------- | ----- | -------- | -------- | ----- |
| 2013     | 巨人     | 1     | 0     | 0     | 0     | 0     | 0        | 0        | 0        | 0     | 0     | 0     | 0        | 0     | 0     | 0     | 0     | 0     | 0     | 0        | ----  | ----     | ----     | ----  |
| 2014     | 巨人     | 1     | 1     | 1     | 0     | 0     | 0        | 0        | 0        | 0     | 0     | 0     | 0        | 0     | 0     | 0     | 0     | 0     | 1     | 0        | .000  | .000     | .000     | .000  |
| NPB：2年 | NPB：2年 | 2     | 1     | 1     | 0     | 0     | 0        | 0        | 0        | 0     | 0     | 0     | 0        | 0     | 0     | 0     | 0     | 0     | 1     | 0        | .000  | .000     | .000     | .000  |

### 年度別守備成績
| 年 度 | 捕手  | 捕手  | 捕手  | 捕手  | 捕手  | 捕手     | 捕手  | 捕手     | 捕手     | 捕手     | 捕手     |
| 年 度 | 試 合 | 刺 殺 | 補 殺 | 失 策 | 併 殺 | 守 備 率 | 捕 逸 | 企 図 数 | 許 盗 塁 | 盗 塁 刺 | 阻 止 率 |
| ----- | ----- | ----- | ----- | ----- | ----- | -------- | ----- | -------- | -------- | -------- | -------- |
| 2013  | 1     | 0     | 0     | 0     | 0     | .000     | 0     | 0        | 0        | 0        | .---     |
| 2014  | 1     | 2     | 0     | 1     | 0     | .667     | 0     | 1        | 1        | 0        | .000     |
| 通算  | 2     | 2     | 0     | 1     | 0     | .667     | 0     | 1        | 1        | 0        | .000     |

### 記録
- 初出場：2013年6月9日、対東北楽天ゴールデンイーグルス4回戦（東京ドーム）、9回表に捕手で出場
- 初打席：2014年10月1日、対東京ヤクルトスワローズ23回戦（明治神宮野球場）、9回表に秋吉亮から空振り三振

### 背番号
- 64 (2010年 - 2016年)
- 95 (2017年)
- 219 (2018年 - )

### 登場曲
- 「DAYS」FLOW（2010年 - 2012年）
- 「DJ Got Us Fallin' in Love」USHER feat. Pitbull（2012年 - 2013年）
- 「CUT SOLO feat. HI-D」AK-69（2013年 - 2014年）
- 「君が好きだと叫びたい」BAAD（2014年 - 2017年）